# 로런 그로프
로런 그로프(영어: Lauren Groff, 1978년 7월 23일 ~ )는 미국의 소설가이다. 1978년 뉴욕 쿠퍼스타운에서 태어나 애머스트 대학교와 위스콘신 대학교 매디슨을 졸업하였다. 2008년 장편 《템플턴의 괴물들》로 데뷔하여 베스트셀러에 올라 주목받았으며, 세 번째 장편 《운명과 분노》(2015)는 버락 오바마 당시 미국 대통령이 2015년 최고의 책으로 꼽아 큰 화제가 되었다.

## 저작
| 연도 | 제목            | 원제                      | 비고 |
| ---- | --------------- | ------------------------- | ---- |
| 2008 | 템플턴의 괴물들 | The Monsters of Templeton |      |
| 2012 | 아르카디아      | Arcadia                   |      |
| 2015 | 운명과 분노     | Fates and Furies          |      |

### 단편집
- 섬세한 식용 새들(Delicate Edible Birds, 2009)